# 札克·艾弗林
札克里·亞當斯·艾弗林（英語：Zachary Adams Eflin，1994年4月8日—），為美國職棒大聯盟的投手，目前效力於巴爾的摩金鶯。他先前曾效力於費城人與光芒兩隊。

## 職業生涯

### 費城費城人

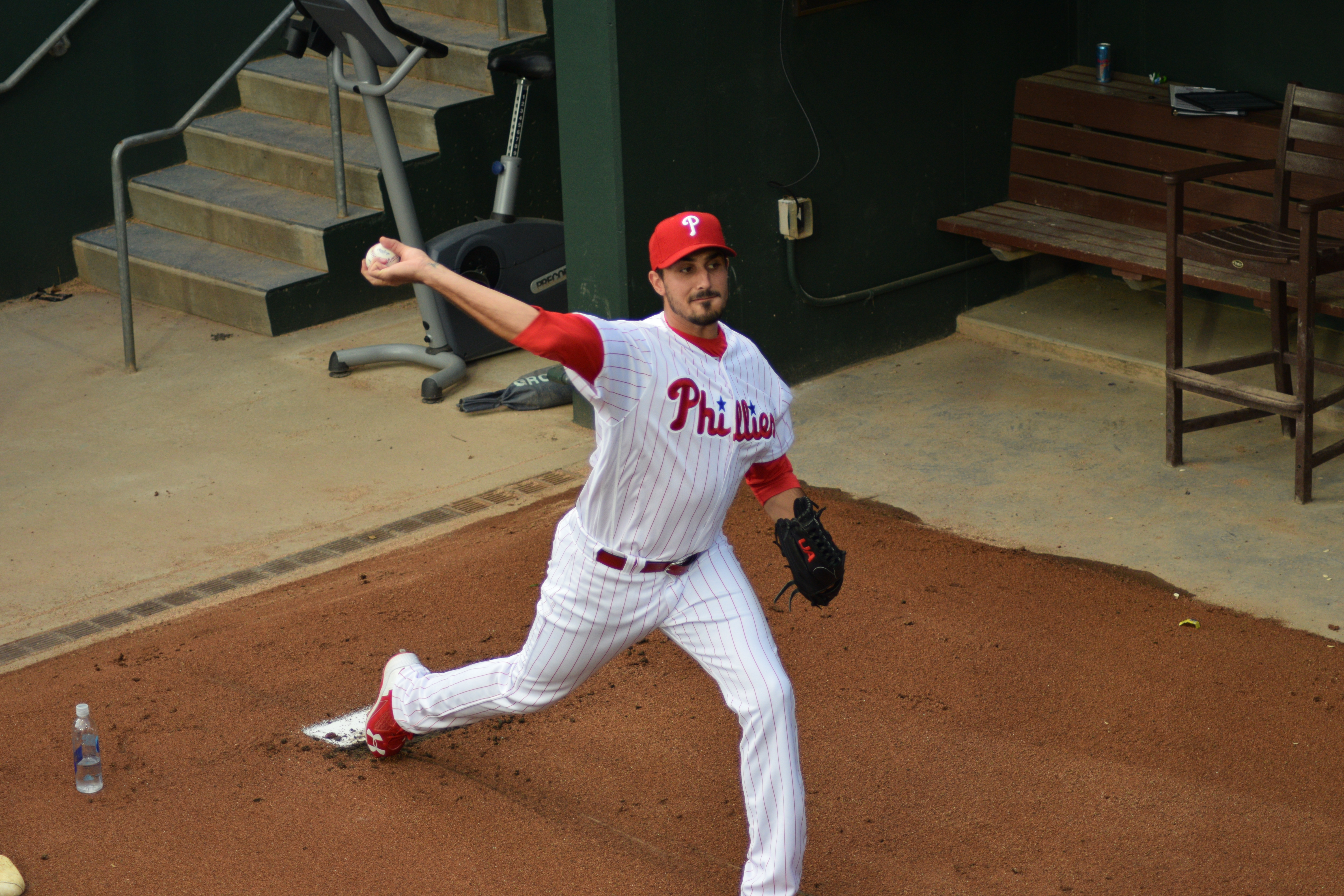
2018年，在牛棚練投的艾弗林

2016年，艾弗林從3A開季。他在6月14日登上大聯盟，但他僅投2.2局便狂失8分，被敲出3轟，馬上接受震撼教育。不過他在7月投出兩場完投勝，其中一場用球數還不到100球。8月9日，他因為雙膝都出現髕骨肌腱炎而進入傷兵名單。整季他拿下3勝5敗，防禦率5.54。
2017年，艾弗林因傷錯過開季。4月18日，他接替受傷的克雷·布克霍爾茲登上大聯盟。並從開季就締造了連續29局未失分的個人紀錄。整季他拿下1勝5敗，防禦率6.16。
2018年4月，艾弗林回到大聯盟。他改變了一些投球策略，讓他的三振率提高不少。整季他拿下11勝8敗，防禦率4.36。2019年，艾弗林終於正式站穩大聯盟。整季他拿下10勝13敗，防禦率4.13。他投出2場完投，為國聯最多。他在這兩季接受投手教練的提議，多投快速球，讓自己成為速度型的投手。但可惜他在季中受傷導致表現下滑，最終掉到先發輪值外，也無緣入選明星賽。2020年，他拿下4勝2敗，防禦率3.97。
2021年，艾弗林拿下4勝7敗，防禦率4.17。9月8日，他進行膝蓋手術，導致球季報銷。2022年，他拿下3勝5敗，防禦率4.04。但他又因為膝蓋傷勢進入60天傷兵名單，他在9月回歸後進入牛棚。在外卡系列賽第二場，他拿下救援成功。
在費城人輸掉世界大賽後兩天，艾弗林沒有和球隊續約，並成為自由球員。

### 坦帕灣光芒
2022年12月13日，艾弗林與光芒簽下3年4000萬美元的合約，這是光芒隊史最大張的合約。艾弗林後來表示紅襪其實也給了一張一模一樣的合約，但考慮到他扎根在奧蘭多，有機會與光芒投手教練Kyle Snyder共事，因此最終選擇光芒。

## 個人生活
艾弗林在2020年12月結婚，目前兩人育有3女。

## 外部連結
- 球員資訊和成績在MLB ，ESPN ，Retrosheet ，Baseball Reference ，Baseball Reference (Minors) ，Fangraphs ，The Baseball Cube （英文）
- 札克·艾弗林的X（前Twitter）
- 札克·艾弗林的Instagram帳戶